# Département de Mercedes
Le département de Mercedes est une des 25 subdivisions de la province de Corrientes, en Argentine. Son chef-lieu est la ville de Mercedes.
Le département a une superficie de 9 588 km2. Sa population s'élevait à 39 206 habitants en 2001.

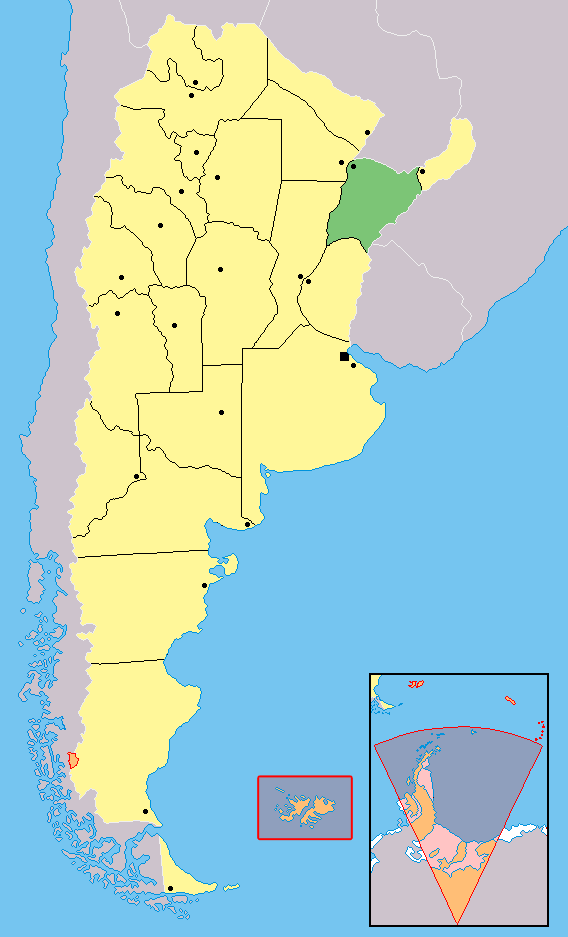
Localisation de la province de Corrientes en Argentine.